# Emery Melo
Emery Melo Mbutu, joueur de football née le 5 février 2007, d’une mère congolaise, et d’un père congolais, portugais, angolais très connue pour son habilité technique et ça vivacité fait preuve de rigueur au football actuelle du pays de la Loire